# Base Ball Bear
Base Ball Bear(베이스 볼 베어)는 2001년에 결성된 일본의 록 밴드이다. 레이블은 EMI 뮤직 재팬이며, 소속 사무소는 소니 뮤직 아티스트이다. 줄여서 '베보베' 또는 'BBB'라고 불린다.

## 구성원
전원이 지바현의 동해대학 부속 우라야수 고등학교 졸업생으로, 세키네 시오리만 1학년 후배이며, 그 외 멤버는 같은 학년이다.
- 고이데 유스케(小出 祐介) 1984년 12월 9일생 - 기타, 보컬, 작사 작곡 담당

동경 출신이다. 신세계 에반게리온을 굉장히 좋아해서, 그에 관한 멘트들을 자주 한다.
펜더 USA의 텔레캐스터나, 깁슨 레스 폴(Les Paul) 스페셜 더블컷터웨이를 사용한다. 서브기타도 팬더 USA의 텔레캐스터이며, 중학교 3학년때부터 사용하고 있다. 앰프는 펜더 트윈 리버브를 사용한다. 뉴 웨이브 록에 강한 영향을 받았고, XTC를 좋아하는 밴드 중 하나로 들고 있다.
- 세키네 시오리 - 베이스, 코러스 담당

사이타마현 출신이다.
Number Girl의 나카오 켄타로(中尾憲太郎)의 영향을 받아 다운피킹을 사용한다. 또한, 손이 아닌 피크를 사용하는 것은 남자다운 소리를 내기 위해서이다.
영화 린다 린다 린다에 출연했다. 베이스 파트의 여고생역을 맡았다. 같이 출연한 카시이 유(香椎由宇)、마에다 아키(前田亜季) 와는 평소에도 친하게 지낸다.
체코의 애니메이션 작가인 Zdenek Miler의 팬이며, DVD 박스나 그림책, 마스코트 등을 가지고 있다.
펜더 프레시젼 베이스（Precision Bass）를 사용한다. 또한, 깁슨 SG 베이스(깁슨 EB-3)도 사용하고 있다. 베이스를 시작했을 때는 무스탕 베이스를 사용했었다. 2005년부터 지금의 베이스를 사용하고 있으며, 그 전은 펜더 재팬의 빨간 재즈 베이스를 사용했었고, 요즘도 자주 사용하고 있다. 베이스의 색은, 어떤 팬이 세키네가 빨간 베이스를 사용하고 있기 때문에 자신도 샀다고 한 것 때문에, 빨강 베이스만을 고집하고 있다. 여러 미디어 매체의 인터뷰에서 프로그레시브 락을 좋아한다고 공개적으로 말하고 있다. 자신도 프로그레시브 밴드를 소개하는 잡지에 연재 기사를 쓰고 있다. 라이브 공연 중, 자신이 좋아하는 Jethro Tull의 Ian Anderson이 라이브에서 하는 「플라밍고 주법」의 영향을 받아서, 한쪽 발을 들고 연주하는 때도 많다. 처음에는 키보드로 베이스 볼 베어에 들어왔지만, 나중에 베이스로 전향했다. 그 때문에 「영상판『밴드B에 대해서』제 1권」의 엔드롤에서 미발표곡 젊은이의 행방(若者のゆくえ)에서는 피아노를 연주하고 있다.
- 유아사 쇼헤이 - 기타, 댄스 담당

치바현 출신이다. 2016년 3월 2일에 탈틔했다.
- 호리노우치 다이스케 - 드럼, 코러스

동경 출신이다.

## 디스코그라피

### 아마추어 시대 (자주제작, 제작 중지)
- 전(前)－front - (2002년7월)
- 후(後)－back - (2002년7월)
- 체인지업 (チェンジアップ)(2002년9월)
- 화이트와일라이트(하얀황혼)(ホワイトワイライト)(2002년10월)
- 스쿨라이프 (スクールライフ)(2002년11월)
- HR(2003년3월)
- YUMEisVISION (2003년 6월)
- YUME/SAYONARA (2003년10월)

### 인디

#### 싱글
- YUME is VISION (2004년 7월 7일)
- B Beginning!!(2004년12월24일、Bacon과의 스플릿 싱글)

#### 앨범
- 유가타 제네레이션(석양 generation)(夕方ジェネレーション) (2003년 11월 26일)
- HIGH COLOR TIMES (2005년3월16일)
- 밴드 B에 대해서(バンドBについて)2005년10월14일、라이브 공연장 한정반)

#### 컴필레이션 앨범
- HI-STYLE vol.7 / V.A. - 「소녀와 새 (少女と鵺)」 수록, 1000장 한정반(2004년)
- 근사한 컴필레이션 (素敵コンピレイション) - 「SAYONARA-NOSTALGIA」수록(2004년)
- D★SELDOM其9 - 「SAYONARA-NOSTALGIA」수록(2004년)

### 메이저

#### 싱글
| 장   | 발매일          | 타이틀                         |
| 1st  | 2006년6월 21일  | ELECTRIC SUMMER                |
| 2nd  | 2006년10월 4일  | STAND BY ME                    |
| 3rd  | 2007년4월 4일   | 껴안고싶다 (抱きしめたい)      |
| 4th  | 2007년 5월 16일 | 드라마틱                       |
| 5th  | 2007년7월 18일  | 한여름의 조건(真夏の条件)      |
| 6th  | 2007년10월 31일 | 사랑하고 있어(愛してる)        |
| 7th  | 2008년 5월 8일  | changes                        |
| 8th  | 2009년 1월 7일  | LOVE MATHEMATICS               |
| 9th  | 2009년 4월 15일 | 신들이 널 본다 (神々LOOKS YOU) |
| 10th | 2009년6월 24일  | BREEEEZE GIRL                  |
| 11th | 2009년8월 5일   | Stairway Generation            |

#### 앨범
| 장수 | 발매일          | 타이틀                    |
| 1st  | 2006년11월 29일 | C                         |
| 2nd  | 2007년12월 5일  | 17세(十七歳)              |
| 3rd  | 2009년9월 2일   | '(WHAT IS THE)LOVE & POP? |
| 4th  | 2010년3월17일   | 1235                      |

#### 미니앨범
| 장수 | 발매일        | 타이틀      |
| 1st  | 2006년4월12일 | GIRL FRIEND |

#### 베스트 앨범
| 장수 | 발매일       | 타이틀                                            |
| 1st  | 2009년1월7일 | 완전판 밴드 B에 대해서(完全版「バンドBについて」) |

#### 그 외 앨범
- 밴드 B에 대해서(バンドBについて) (2006년1월 12일、INTRODUCING ALBUM、5000장 한정)
  - 라이브 공연장 한정판과 같은 이름의 앨범 2번 트랙에 신곡 「미로의 타이밍(ラビリンスへのタイミング)」이 추가되어 있다.
  - 또한, 라이브 회장판에서 8번 트랙째에 수록된 「GIRL OF ARMS」의 연주버전은 미수록되어 있다.

#### 라이브 DVD
- LIVE;(THIS IS THE)BASE BALL BEAR. NIPPON BUDOUKAN 2010.01.03（2010년3월 17일）

#### 비디오 클립집
- 영상판「밴드 B에 대해서(バンドBについて)」제1권

#### 미발표곡
- AKUMA GIRL
- 3108GIRL
- aimai FICTION
- 너의 색소와 햇볕의 관계 (君の色素と日差しの関係)
- 동물원 (どうぶつえん)
- TAIKUTU ORENGE
- boy
- 스위밍☆걸(スイミング☆ガール)
- 89
- guitar poper
- 시 사이드 짐 (シーサイドジム)
- 포지티브 베이스 볼 베어 (ポジティブ・ベースボールベアー)
- summer
- 스마일즈& 티어즈 (スマイルズ&ティアーズ)
- ☆☆☆....etc
- A BOY FROM ALONE

## 내력
- 기타, 보컬을 맡고있는 고이데 유스케가 고등학교 축제에 출연하기 위해 현재 멤버를 모은게 결성의 계기가 됐다.
- 2006년 4월, EMI 뮤직 재팬에서 메이저 데뷔했다.

## 같이 보기
- 챗몬치
- 슈노켈
- 사카낙션
- 쿠마이 유리나
- 혼다 츠바사